# Róbert Waltner
Róbert Waltner (* 20. September 1977 in Kaposvár) ist ein ehemaliger ungarischer Fußballspieler, der heute als -trainer in Erscheinung tritt.

## Vereinskarriere
Waltner begann seine Profikarriere beim Heimatverein Kaposfő SC, wo er nach einem relativ erfolgreichen Jahr zum besseren Lokalrivalen Kaposvári Rákóczi FC wechselte, dort kam er jedoch in zwei Jahren zu keinem Einsatz. 1997 kam der Wechsel zum Videoton FC in die höchste ungarische Spielklasse, wo er auf Anhieb zwölf Tore erzielte. Nach nur einem Jahr ging es weiter nach Budapest zu Újpest Budapest, wo er ebenfalls nur ein Jahr blieb. Danach zog es ihn zum Zalaegerszegi TE FC, wo er für ihn relativ lange blieb und 2002 sogar den ungarischen Meistertitel gewann.
2002 kam es zu seinem ersten Auswärtsengagement. Der Stürmer wechselte für ein Jahr nach Argentinien zu den Boca Juniors. Dort konnte er die Aperturameisterschaft 2003 und die Copa Libertadores feiern, jedoch kam Waltner in der Meisterschaft zu keinem Einsatz. 2003 kehrte er nach Europa zurück und spielte für ein halbes Jahr bei Anorthosis Famagusta auf Zypern, wo er den zypriotischen Cup gewann.
2004 kehrte er in seine Heimat zurück und spielte wiederum ein Jahr bei Zalaegerszegi TE FC. 2005/2006 war er bei Vasas Budapest unter Vertrag, ehe er wiederum nach Zalaegerszeg zurückkehrte. Von dort wurde er in die Vereinigten Arabischen Emirate zu Al-Dhafra verliehen. 2008/09 spielte er wieder bei Zalaegerszeg.
Ab Sommer 2009 spielt der Torschützenkönig Ungarns von 2006/07 beim SV Mattersburg in Österreich.
Im Sommer 2012 kehrte er zu Kaposvári Rákóczi FC nach Ungarn zurück, spielte dort bis Anfang des Jahres 2014 und wechselte noch in der Winterpause bis zum Sommer 2014 zum BFC Siófok. Von hier ging es für ihn weiter zum Klub Lombard Pápa, der allerdings am Saisonende aufgrund finanzieller Probleme aufgelöst wurde. Nach einer Saison im österreichischen Amateurfußball, beim ASK Oberpetersdorf in der sechstklassigen 1. Klasse Mitte im Burgen land, ließ er seine Karriere bis zur Winterpause 2015/16 beim Balatonlelle SE ausklingen und wechselte danach ins Traineramt.

## Nationalmannschaftskarriere
Von 1998 bis 2004 absolvierte Waltner sechs Spiele für die ungarische A-Nationalmannschaft.

## Trainerkarriere
Seine Trainerlaufbahn begann er im Sommer 2015 beim ASK Oberpetersdorf, bei dem er sich zumeist selbst auch als Spieler einsetzte. Im Sommer 2016 wechselte er als Trainer zum Nachwuchs des Kaposvári Rákóczi FC und trat von November bis Dezember 2016 kurzzeitig auch als Interimstrainer der Profimannschaft in Erscheinung. Nachdem er über ein Jahr lang den vereinseigenen Nachwuchs trainiert hatte, übernahm Waltner im Herbst 2017 offiziell das Traineramt des ungarischen Erstligisten und hatte dieses über einen Zeitraum von drei Jahren inne.  Anfang November 2020 wurde er als neuer Trainer des BFC Siófok vorgestellt, legte diese Tätigkeit jedoch nach bereits vier Monaten zurück, um Trainer des Erstligisten Zalaegerszegi TE FC, bei dem er in der Vergangenheit immer wieder gespielt hatte, zu werden. Nach nahezu exakt einem Jahr verließ er den Klub im März 2022 wieder und wurde daraufhin in der Sommerpause als Trainer des Erstligisten Paksi FC vorgestellt. Ab Mitte Februar 2023 wurde er durch György Bognár ersetzt.

## Titel und Erfolge
- Ungarischer Meister 2006
- Copa Libertadores 2003
- Argentinischer Meister 2003
- Zypriotischer Pokalsieger 2003